# لوكا بيليجريني
لوكا بيليجريني (بالإيطالية: Luca Pellegrini)‏ (24 مارس 1963 فاريزي إيطاليا - ) هو لاعب كرة قدم إيطالي يلعب كمدافع، شارك في الألعاب الأولمبية الصيفية 1988.

## روابط خارجية
- لوكا بيليجريني على موقع الاتحاد الأوربي (الإنجليزية)
- لوكا بيليجريني على موقع قاعدة بيانات كرة القدم.إي يو (الإنجليزية)
- لوكا بيليجريني على موقع عالم كرة القدم.نت (الإنجليزية)
- لوكا بيليجريني على موقع أوليمبيديا (الإنجليزية)